# Gaylord Hotels
Gaylord Hotels est la filiale hôtelière de Gaylord Entertainment Company qui comprend les hôtels et centre de convention nommé « resort » par la société.

## Historique
En 1982, la société Gaylord Broadcasting Company, renommée ensuite Gaylord Entertainment Company, achète l'Opryland Hotel, un hôtel ouvert en 1977 et adjacent au parc à thème Opryland USA.
Avec la fermeture définitive du parc Opryland USA en 1994, le groupe envisage de revoir son modèle économique et prévoit la construction de centre de conventions mitoyen des hôtels. Le premier projet est un resort en Floride, près du Walt Disney World Resort et du Marriott's Orlando World Center.
Le 26 octobre 2001, peu avant l'ouverture du resort de Floride, le groupe alors nommé Opryland Hotels se rebaptise Gaylord Hotels.
Le 2 février 2002, l'hôtel Gaylord Palms Resort & Convention Center ouvre ses portes à Kissimmee en Floride.
En mars 2004, le resort de Dallas, le  Gaylord Texan Resort Hotel & Convention Center, ouvre ses portes.
En 2006, la société obtient un accord pour agrandir de 500 chambres son projet d'hôtel de National Harbor.
Le 1er avril 2008, le resort Gaylord National Resort & Convention Center ouvert ses portes au sud de Washington DC
En 2009, un projet d'hôtel de 1500 chambres devant ouvrir avant le 31 décembre 2014 est annoncé dans la ville de Mesa dans l'Arizona, dans la banlieue de Phoenix.
Le 29 avril 2011, Gaylord Hotels annonce que ses resorts comprendront des « expériences DreamWorks », avec des personnages et des chambres thématisées. A la même date, un projet d'hôtel près de Denver est annoncé pour 2016.

## Hôtels et centres de convention
Gaylord compte quatre hôtels centres de conventions. Leurs principales caractéristiques sont de comprendre près ou plus de 1500 chambres, un grand centre de convention, plusieurs restaurants et d'importantes cour intérieures vitrées.
- Gaylord Opryland Resort & Convention Center à Nashville, Tennessee
- Gaylord Palms Resort & Convention Center à Kissimmee, Floride (en bordure du Walt Disney World Resort)
- Gaylord Texan Resort Hotel & Convention Center près de l'aéroport de Dallas au Texas
- Gaylord National Resort & Convention Center dans la zone de National Harbor au sud de Washington DC.